# Jorge Manrique (piłkarz)
Jorge Manrique Islas (ur. 18 czerwca 1979 w mieście Meksyk) – meksykański piłkarz występujący na pozycji środkowego pomocnika, obecnie trener.

## Kariera klubowa
Manrique pochodzi ze stołecznego miasta Meksyk i jako junior występował w tamtejszych klubach Pumas UNAM i Atlante FC, jednak profesjonalną karierę piłkarską rozpoczął w wieku dwudziestu dwóch lat w drugoligowym zespole Guerreros de Acapulco. Stamtąd po upływie pół roku przeniósł się do występującego w najwyższej klasie rozgrywkowej klubu Tiburones Rojos de Veracruz, gdzie za kadencji urugwajskiego szkoleniowca Hugo Fernándeza zadebiutował w meksykańskiej Primera División, 3 sierpnia 2002 w przegranym 3:4 spotkaniu z Morelią. Ogółem barwy tej ekipy reprezentował przez sześć miesięcy bez większych sukcesów, pełniąc wyłącznie rolę rezerwowego. W styczniu 2003 został zawodnikiem nowo założonej drugoligowej drużyny Jaguares de Tapachula, pełniącej rolę filii pierwszoligowego Jaguares de Chiapas z miasta Tuxtla Gutiérrez, gdzie spędził pół roku. Bezpośrednio po tym został włączony do pierwszego zespołu Jaguares, gdzie 13 marca 2004 w wygranej 1:0 konfrontacji z Monterrey strzelił swojego jedynego gola w pierwszej lidze. Ogółem w tej drużynie występował przez blisko pięć lat, jednak nie potrafił sobie wywalczyć pewnego miejsca w wyjściowym składzie, będąc wyłącznie głębokim rezerwowym ekipy.
Wiosną 2008 Manrique podpisał umowę z drugoligowym Petroleros de Salamanca, gdzie jako podstawowy zawodnik występował przez sześć miesięcy, po czym przeniósł się do innego klubu grającego na zapleczu najwyższej klasy rozgrywkowej – CD Irapuato. Tam również z miejsca wywalczył sobie niepodważalne miejsce w linii pomocy i już w pierwszym, jesiennym sezonie Apertura 2008 dotarł ze swoim zespołem do finału rozgrywek drugoligowych. Sukces ten powtórzył również rok później, podczas sezonu Apertura 2009, natomiast podczas wiosennych rozgrywek Clausura 2011 triumfował z Irapuato w Liga de Ascenso, wciąż będąc kluczowym zawodnikiem ekipy. Wobec porażki w decydującym dwumeczu z Tijuaną (0:0, 1:2) nie zaowocowało to jednak awansem do najwyższej klasy rozgrywkowej. Ogółem w barwach Irapuato występował przez cztery lata, z wyjątkiem ostatniego półrocza pełniąc rolę podstawowego gracza zespołu.
W lipcu 2012 Manrique powrócił do Tiburones Rojos de Veracruz, tym razem występującego już jednak w drugiej lidze. Tym razem spędził w nim rok, będąc wyłącznie rezerwowym zespołu i nie odnosząc z nim większych sukcesów, po czym wraz z resztą drużyny przeniósł się do klubu Atlético San Luis z siedzibą w San Luis Potosí, który wykupił licencję jego dotychczasowego pracodawcy. Tam już po kilku tygodniach doznał poważnej kontuzji stawu biodrowego, wskutek której musiał pauzować przez pół roku, a bezpośrednio po tym, w wieku 35 lat, zdecydował się zakończyć piłkarską karierę.

## Kariera trenerska
Bezpośrednio po zakończeniu kariery Manrique rozpoczął pracę jako szkoleniowiec, jesienią 2014 trenując trzecioligowe rezerwy Atlético San Luis. W listopadzie 2014 zdecydował się jednak wznowić karierę piłkarską, podpisując umowę ze swoim byłym klubem, drugoligowym CD Irapuato. Mimo to dwa miesiące później, po upływie okresu przygotowawczego, ze względu na swoją słabą formę fizyczną i zaawansowany wiek ostatecznie zakończył karierę, dołączając do sztabu szkoleniowego Irapuato. W lutym 2015 zastąpił Roberto Sandovala na stanowisku trenera pierwszej drużyny, którą prowadził przez cztery kolejne miesiące, po czym klub został rozwiązany, przenosząc się do Los Mochis i zmieniając nazwę na Murciélagos FC. W styczniu 2016 został trenerem tego zespołu, jednak wytrwał na stanowisku tylko przez miesiąc – zanotował dwa zwycięstwa i pięć porażek w siedmiu spotkaniach, po czym stracił pracę z powodu słabych wyników.